# 臺南州接管委員會
臺南州接管委員會是中華民國臺灣省行政長官公署為接管臺灣總督府底下各個地方政府而於1945年11月9日成立的組織之一，負責接管臺南州。1946年1月5日臺灣省行政長官公署以署民甲字第61號令要求各州廳接管委員會辦理結束，移交給各縣市政府。

## 沿革
臺南州接管委員會成員於1945年11月8日自臺北搭乘火車南下，當天下午抵達臺南市，次日宣告該委員會成立，並於上午八點於臺南州廳舉行升旗典禮，隨即接管臺南州的印信。該委員會的主任委員是韓聯和，委員有龔履端、王維樑、曾偉賢、李冠禮、梁克強，另有專員、幹事、辦事員、雇員共23人。
接管工作告一段落後，於1946年1月5日在臺灣省行政長官公署的命令下辦理結束。

## 成員
| 職位     | 姓名   | 職掌                 |
| -------- | ------ | -------------------- |
| 主任委員 | 韓聯和 |                      |
| 委員     | 龔履端 | 主持接收州知事官房   |
| 委員     | 王維樑 | 主持接收州廳總務部   |
| 委員     | 曾偉賢 | 主持接收州廳產業部   |
| 委員     | 李冠禮 | 負責接收總務部       |
| 委員     | 梁克強 | 負責接收產業部       |
| 專員     | 張慶璋 | 襄助接收知事官房     |
| 專員     | 陳國亮 | 襄助接收總務部教育課 |
| 專員     | 林禎祥 | 襄助接收知事官房     |
| 幹事     | 凃士傑 | 襄助接收臺南市役所   |
| 幹事     | 王兆百 | 襄助接收糧食營團     |
| 幹事     | 蔣重鼎 | 襄助接收產業部金融課 |
| 幹事     | 黃國英 | 襄助接收總務部總部課 |
| 幹事     | 林澄澡 | 襄助接收總務部教育課 |
| 幹事     | 江萬里 | 襄助接收產業部水產課 |
| 幹事     | 莊茂林 | 襄助接收知事官房     |
| 幹事     | 謝汝川 | 襄助接收產業部農業課 |
| 幹事     | 林東笋 | 襄助接收產業部水產課 |
| 幹事     | 邱鴻恩 | 襄助接收總務部稅務課 |
| 幹事     | 許丙丁 | 襄助接收警務部       |
| 幹事     | 曾丕承 | 襄助接收產業部商工課 |
| 幹事     | 王榮達 | 襄助接收嘉義市役所   |
| 幹事     | 汪德   | 襄助接收嘉義市役所   |
| 幹事     | 陶濟民 | 襄助接收嘉義市役所   |
| 幹事     | 翁耀華 | 襄助接收糧食營團     |
| 幹事     | 謝麟生 | 襄助接收糧食營團     |
| 幹事     | 高應賢 | 襄助接收產業部林務課 |
| 辦事員   | 何開元 |                      |
| 雇員     | 彭福祥 |                      |